# Ford Crestline
La Ford Crestline è un'automobile costruita dalla Ford dal 1952 al 1954.

## Contesto
Venne offerta in tre versioni: la "Victoria", hard-top due porte, la "Sunliner", cabriolet due porte, e la "Ranch Wagon", station wagon quattro porte. Tutte con un motore V8.
Nel 1953 e nel 1954 subì dei piccoli restyling. Nel 1954, inoltre, vennero offerte due nuove versioni: la "Fordor Sedan", berlina con quattro porte, e la "Skyliner", molto simile alla Victoria, ma che a differenza di essa aveva un pannello trasparente nella parte anteriore del tetto.
La produzione terminò nel 1954 e la Crestline venne sostituita dalla Ford Fairlane.